# Pacific FC
Il Pacific FC è una società calcistica canadese con sede a Victoria (Columbia Britannica). Il club è stato fondato nel 2018 in vista della creazione della nuova prima divisione canadese, la Canadian Premier League.

## Storia
Le prime notizie sulla presenza di una squadra della Columbia Britannica nel nuovo campionato della Canadian Premier League si ebbero il 5 maggio 2018, quando durante il meeting annuale della federcalcio canadese vennero approvate le richieste di quattro gruppi imprenditoriali di avviare altrettanti club professionistici in varie città. L'ubicazione esatta non venne comunque rivelata, e ci si riferiva alla candidatura con un generico Port City.
Dopo quasi un mese venne rivelato che Port City corrispondeva alla città di Victoria, nell'isola di Vancouver. Nella stessa data venne annunciato che il proprietario sarebbe stato Dean Shillington, presidente del gruppo finanziario Knightsbridge Capital, il presidente invece l'ex calciatore Josh Simpson.
Il nome e i colori del club sono stati rivelati il 20 luglio del 2018: la squadra è stata battezzata Pacific FC e i colori prescelti sono stati il viola e il celeste.
Il Pacific FC ha disputato il primo incontro ufficiale il 28 aprile 2019, battendo in casa per 1-0 l'HFX Wanderers; il primo storico gol è stato segnato dal difensore Hendrik Starostzik.
Dopo due stagioni interlocutorie il Pacific ha colto i primi successi nel 2021: il 5 dicembre, battendo il Forge nella finale dei play-off della Canadian Premier League, i viola hanno conquistato il primo campionato della propria storia. Nella stessa stagione, nella coppa nazionale, il Pacific era riuscito ad eliminare i Vancouver Whitecaps, battendoli per 4-3 nel primo derby della Columbia Britannica.

## Colori e simboli
I colori del club sono il viola e il celeste: per il primo ci si è ispirati a una specie di stella marina tipica del nord del Pacifico, la Pisaster ochraceus, il secondo invece è il colore del mare che circonda l'isola.
Altri richiami alla natura della regione si possono trovare nel logo: la sua forma è quella dell'abete di Douglas, albero tipico della Columbia Britannica; in più la parte celeste interna è divisa in due in modo che la sezione di destra richiami la forma dell'isola di Vancouver. Nella parte inferiore del logo si trova un tridente, simbolo mitologico del dio del mare Poseidone.
Il tridente è il protagonista anche del logo secondario: un cerchio viola dal bordo celeste, con all'interno appunto il tridente e la scritta "Van-Isle Semper Liber", motto della città di Victoria.

### Mascotte
La mascotte ufficiale è una stella marina viola chiamata Stewie, ed è stata presentata al pubblico il 20 aprile 2019, ad un evento organizzato sul lungomare di Victoria.

### Storico maglie
- Wikimedia Commons contiene immagini o altri file sulle maglie del Pacific FC

## Strutture

### Stadio
Il Pacific FC disputa le proprie partite casalinghe al Westhills Stadium, impianto situato a Langford, sobborgo alla periferia occidentale di Victoria. La struttura è stata adeguata alla Canadian Premier League portando la sua capienza a 6.000 spettatori, con l'obiettivo di espanderla ulteriormente fino a 8.000 posti.

### Centro di allenamento
Il club ha costruito il proprio centro di allenamento completamente al coperto nella città di Langford. La struttura, la più grande della Columbia Britannica al chiuso, ha avuto un costo di 5 milioni di dollari canadesi, è stata edificata su terreni comunali ed è stata inaugurata a dicembre del 2019. Il centro, chiamato Island Training Centre (ITC) comprende tre campi in sintetico ed una superficie multiuso.

## Società

### Sponsor
- 2019- Macron

## Allenatori
Sono due gli allenatori ad aver occupato fino ad ora la panchina del Pacific.
- 2019  Michael Silberbauer[14] (gen.-ott.)
 James Merriman (ott. ad interim)
- 2020-2021  Pa Modou Kah[15]
- 2022-in carica  James Merriman[16]

## Statistiche e record

### Partecipazioni ai campionati nazionali
| Livello | Categoria | Partecipazioni | Debutto | Ultima stagione | Totale |
| ------- | --------- | -------------- | ------- | --------------- | ------ |
| 1º      | CPL       | 5              | 2019    | 2023            | 5      |

### Partecipazioni alle coppe nazionali
| Competizione          | Partecipazioni | Debutto | Ultima stagione |
| --------------------- | -------------- | ------- | --------------- |
| Canadian Championship | 4              | 2019    | 2023            |

### Partecipazioni alle competizioni internazionali
| Competizione    | Partecipazioni | Debutto | Ultima stagione |
| --------------- | -------------- | ------- | --------------- |
| CONCACAF League | 1              | 2022    | 2022            |

## Palmarès

### Competizioni nazionali
- Canadian Premier League: 1

2021

## Tifoseria
Il Pacific FC possiede due gruppi di tifoseria organizzata, entrambi collocati nella tribuna est del Westhills Stadium: il primo sono i Lake Side Buoys, addirittura preesistenti alla nascita del club in quanto seguivano anche gli incontri dei Victoria Highlanders, squadra del campionato dilettantistico dell'USL PDL. Il secondo è il T.O.P., sigla di Torcida Organizada Pacific, che raccoglie i tifosi di origine sudamericana e in particolar modo brasiliana.